# Philip Sheridan
Philip Henry Sheridan (Albany (New York), 6 maart 1831 – Nonquitt (Massachusetts), 5 augustus 1888) was een Amerikaans generaal in de Amerikaanse Burgeroorlog.
Sheridan studeerde in 1853 af aan de militaire academie West Point en nam deel aan enkele schermutselingen met indianen in Californië en Oregon.

## Burgeroorlog
Bij aanvang van de Amerikaanse Burgeroorlog in 1861 werd Sheridan gepromoveerd tot de rang van kapitein waarna in 1862 een promotie tot brigade-generaal volgde. Sheridan diende aanvankelijk in de westelijke staten, waaronder Missouri, en vocht mee in de Slag bij Booneville. Tijdens de Slag bij Stones River hield Sheridan met zijn manschappen een Geconfedereerd leger tegen waarna hij werd gepromoveerd tot generaal-majoor en de leiding kreeg over een divisie van de Army of the Cumberland. Sheridan vocht vervolgens enkele veldslagen, tegen James Longstreet in de Slag bij Chickamauga en Braxton Bragg in de Slag bij Chattanooga.
In 1864 riep de nieuw benoemde opperbevelhebber van de Unie, Ulysses S. Grant, Sheridan terug naar het oostelijke gevechtsterrein waar hij het commando kreeg over een korps van de Cavalerie in de Army of the Potomac. Als cavaleriecommandant was Sheridan minder succesvol en leed hij enkele verliezen tegen de troepen van Robert E. Lee. In augustus 1864 werd Sheridan bevelhebber van de Army of the Shenandoah en dreef hij de zuidelijke legers, onder leiding van Jubal Early, uit de Shenandoah-vallei. Zijn troepen verwoestten tevens een groot deel van de boerderijen in de vallei om zo de Geconfedereerde te beletten gebruik te maken van de voedselproductie in het landbouwgebied.
Sheridan en zijn troepenmacht participeerde vervolgens in Grants opmars naar de Geconfedereerde hoofdstad Richmond. Na de Slag bij Five Forks dwong hij Lee om Richmond te verlaten waarna deze zich terugtrok tot Appomattox Court House waar hij zich overgaf aan Grant.

## Na de oorlog
Na de Burgeroorlog werd Sheridan militair gouverneur van het district dat Texas en Louisiana omvatte, en in 1867 werd hij naar Missouri gestuurd om opstanden van Indianen te onderdrukken. In de winter van 1868-1869 vocht hij tegen de Cheyenne, Kiowa, en Comanche waarbij hij de tactiek van de verschroeide aarde toepaste om hen terug te drijven naar hun reservaten. Hierna werd hij door president Grant naar Europa gestuurd als waarnemer van de Frans-Duitse Oorlog van 1870-1871 waar hij te gast was bij Wilhelm I van Duitsland.
In 1883 ten slotte werd Sheridan gepromoveerd tot opperbevelhebber van alle Amerikaanse legers en kort voor zijn overlijden kreeg hij de rang van General of the Army.

## Varia
Aan Sheridan wordt de gevleugelde cynische uitspraak toegeschreven "The only good Indian is a dead Indian".

## Militaire loopbaan
- Brevet Second Lieutenant: 1 juli 1853[2]
- Second Lieutenant: 22 november 1854[2]
- Frist Lieutenant: 1 maart 1861[2]
- Captain: 14 mei 1861[2]
- Colonel: 25 mei 1862[2]
- Brigadier general U. S. Volunteers: 1 juli 1862[2]
- Major-General U. S. Volunteers: 31 december 1862 tot 8 november 1864[2]
- Brigadier general U. S. Army: 20 september 1864[2]
- Major-General U. S. Army: 8 november 1864[2]
- Lieutenant General U. S. Army: 4 maart 1869[2]
- General of the Army U. S. Army: 1 juni 1888[2]